# 32 Pułk Piechoty Honwedu
32 Pułk Piechoty Honwedu (HonvIR 32, HIR.32) – pułk piechoty królewsko-węgierskiej Obrony Krajowej.
Pułk został utworzony w 1886 roku. Okręg uzupełnień – Bystrzyca Siedmiogrodzka.
Kolory pułkowe: szary (niem. schiefergrau), guziki złote. Skład narodowościowy w 1914 roku 92% – Węgrzy. Sztab oraz bataliony I stacjonowały w Deju (obecnie w północnej Rumunii), II batalion w Bystrzycy Siedmiogrodzkiej, III w Zalău.
W 1914 roku wszystkie bataliony walczyły na froncie wschodnim. Bataliony wchodziły w skład 40 Brygady Piechoty Honwedu należącej do 41 Dywizji Piechoty Honwedu, a ta z kolei do XVI Korpusu w składzie 3 Armii.

## Dowódcy pułku
- płk Karl Parupka (1914[3])